# داركسايدرز جينيسس
داركسايدرز جينيسس (بالإنجليزية: Darksiders Genesis)‏، هي لعبة فيديو أمريكية من نوع أكشن تقمص الأدوار، وهي من نشر تي إتش كيو نورديك، صدرت اللعبة في الأسواق سنة 2019، وتعمل على منصات بلاي ستيشن 4 وإكس بوكس ون ومايكروسوفت ويندوز ونينتندو سويتش وجوجل ستاديا.